# Natalia Estrada
Natalia Estrada (Gijón, 3 settembre 1972) è un'attrice e conduttrice televisiva spagnola naturalizzata italiana.
Dopo aver esordito nei primi anni novanta nel mondo dello spettacolo, in televisione, conducendo Il gioco delle coppie insieme all'allora marito Giorgio Mastrota, ha raggiunto il successo con il film Il ciclone di Leonardo Pieraccioni (1996), che le ha garantito una grande popolarità, in particolare nel 1997. In quegli anni ha anche tentato una carriera musicale pubblicando un EP e un album, che però non hanno ottenuto successo.
Tra la fine degli anni novanta e i primi anni duemila diventa un volto noto di Mediaset, conducendo numerosi varietà di Canale 5, come Il Quizzone e La sai l'ultima?, programma che ha condotto nel 1997 e dal 1999 al 2002, al fianco di diversi colleghi, tra cui Gerry Scotti e Gigi Sabani. Successivamente alla sua partecipazione alla sit-com Il mammo di Enzo Iacchetti e a una parte nel film Olé (2006) di Carlo Vanzina, la sua presenza sul piccolo schermo è notevolmente diminuita. Dal 2004 ha abbandonato la carriera televisiva e si dedica a tempo pieno alla sua grande passione per l'equitazione, fondando e presiedendo l'associazione sportiva Italian Western Academy per la diffusione e la promozione dell'equitazione americana.

## Biografia

### Gli esordi
Dopo aver studiato danza classica e spagnola è entrata nel Conservatorio Reale di Madrid, dove ha continuato a perfezionare stili e movimenti fino al diploma. Conclusi gli studi si è iscritta alla facoltà di giornalismo. Si è esibita anche nel balletto classico di Madrid. Quando è arrivata in Italia ha riscosso subito un notevole successo, grazie anche a una partecipazione alla trasmissione Discoring, rivolta al pubblico giovanile.
Il debutto come conduttrice televisiva è avvenuto nel 1992, anno in cui ha condotto la versione spagnola di Bellezze al bagno su Telecinco, Bellezas al agua. In Italia ha debuttato l'anno successivo, con il marito Giorgio Mastrota, nel programma Il gioco delle coppie, in onda su Rete 4. Nel 1994 ha condotto su Italia 1, insieme a Paola Barale e Marco Predolin, il programma di televendite Grandi magazzini, ideato da Mike Bongiorno.

### Il successo conIl ciclonee i varietà estivi
Due anni dopo, nel 1996, dopo aver condotto il Festival di Sanscemo insieme a Andy Luotto, e Per Atlanta sempre dritto con Fabio Fazio su Rai 1, è stata al fianco di Gerry Scotti per condurre il programma estivo di Canale 5 Il quizzone, insieme anche a Laura Freddi, e ha partecipato al film Il ciclone di Leonardo Pieraccioni. Nella primavera del 1997, dopo una breve esperienza in Rai nel programma Anima mia con Fabio Fazio e Claudio Baglioni, ha condotto su Canale 5 la quinta edizione del varietà Mediaset La sai l'ultima?, al fianco di Gerry Scotti. Nello stesso anno ha anche debuttato nel mondo della musica: nel mese di maggio è stato infatti pubblicato il disco Anime in gioco, di Claudio Baglioni, contenente la canzone Orzowei incisa in duetto con la giovane showgirl.
Nell'estate del 1997 ha proseguito la carriera di cantante partecipando al Festivalbar con il brano Banana y Frambuesa, versione in spagnolo di Banane e lampone di Gianni Morandi. L'esperienza nel mondo della musica è poi sfociata, a fine anno, con l'incisione dell'EP Quiero cantar, venduto insieme all'amaro Cynar di cui la showgirl era testimonial in quel periodo. Sempre nell'autunno del 1997 ha condotto anche Campioni di ballo, insieme ad Amadeus su Rete 4, e successivamente è tornata in prima serata su Canale 5 sempre al fianco di Gerry Scotti con il varietà Scopriamo le carte, in onda il sabato a partire dal mese di maggio. Sempre nello stesso anno ha partecipato al film degli 883 Jolly Blu, di Stefano Salvati, e ha recitato in un cameo per il film Paparazzi di Neri Parenti. Ha anche proseguito la conduzione di La sai l'ultima?, mantenendo il ruolo di conduttrice accanto a Gerry Scotti. In questi anni ha suscitato interesse anche la sua relazione con Paolo Berlusconi, fratello del più noto Silvio. Nel 1999 è stato pubblicato il suo primo disco, Natalia Estrada, per l'etichetta discografica EMI.

### Gli anni duemila e il ritiro dalle scene
È tornata in televisione nel gennaio del 2000 con una nuova edizione di La sai l'ultima?, affiancata questa volta da Gigi Sabani. Nell'estate successiva ha invece condotto Beato tra le donne, andato in onda dalla Versilia per tutta la stagione su Canale 5 in prima serata; all'interno della trasmissione è stata affiancata dal comico Enrico Brignano.
Nel 2001 ha presentato su Rete 4 lo show Divieto d'entrata ed ha proseguito la conduzione di La sai l'ultima?, per la seconda volta al fianco di Gigi Sabani; è rimasta al timone del programma fino al 2003, venendo affiancata nel 2002 da Claudio Lippi e l'anno successivo da Pippo Franco. Nello stesso anno le viene affidato l'importante compito di affiancare Albano Carrisi alla conduzione del one man show Una voce nel sole su Rete 4, varietà Mediaset in risposta ai grandi spettacoli della Rai con Gianni Morandi, Adriano Celentano, Renato Zero e Massimo Ranieri. In questo show l'artista spagnola conferma le sue abilità artistiche e canore interagendo con gli ospiti e con lo stesso Albano. Nel 2002 ha anche condotto un'edizione di Paperissima al fianco di Teo Teocoli inizialmente, sostituito poi da Marco Columbro.
Nell'estate 2004 ha condotto, sempre al fianco di Pippo Franco, il varietà di Canale 5 Arrivano i nostri e ha iniziato a collaborare con Enzo Iacchetti partecipando ad alcune edizioni della sitcom Il mammo, prodotta per Mediaset. Nel 2006 è tornata al cinema con il film Olé di Carlo Vanzina. Nel 2007 ha preso parte a tre episodi di ¡Mira quién baila!, versione spagnola di Ballando con le stelle. Dopo queste ultime apparizioni, si ritira dalle scene pubbliche.

### L'equitazione: da hobby a nuova carriera
Dal 2003 inizia già a concentrare le sue attenzioni sul mondo dell'equitazione seguendo corsi, seminari e collaborando alla gestione di un maneggio. Nel 2006 fonda l'Italian Western Academy, un'associazione per la promozione dell'equitazione americana. Partecipa inoltre ad alcune competizioni internazionali di reining. Con la sua associazione partecipa ad eventi di settore e in virtù della sua popolarità televisiva ne diventa anche madrina. Nel 2006 conosce Andrea (Drew) Mischianti (in seguito diventato il suo nuovo compagno) dal quale inizia ad apprendere la tecnica del ranch roping, seguendo la scuola di Buck Brannaman; gestisce con Mischianti un maneggio a Cortazzone, nell'astigiano, ma possiede anche un grande ranch sulle colline tra Forlì e Predappio.

## Vita privata
All'inizio degli anni novanta si è sposata con il collega Giorgio Mastrota (con il quale nel 1995 ha avuto una figlia, anche lei chiamata Natalia). Da Mastrota si è poi separata nel 1998, dopo cinque anni di matrimonio. Dal 2001 al 2006 ha avuto una relazione con il politico e imprenditore Paolo Berlusconi.
Nel 2006 inizia una relazione con Andrea "Drew" Mischianti, istruttore e campione di ranch roping.

## Filmografia

### Cinema
- Aquí, el que no corre... vuela, regia di Ramón Fernández (1992)
- Hora final, cortometraggio, regia di Julio del Álamo (1992)
- Il ciclone, regia di Leonardo Pieraccioni (1996)
- Paparazzi, regia di Neri Parenti (1998)
- Jolly Blu, regia di Stefano Salvati (1998)
- Olé, regia di Carlo Vanzina (2006)

### Televisione
- Hostal Royal Manzanares – serie TV, 1 episodio (1997)
- Il mammo – serie TV (2004-2006)
- Quelli dell'intervallo – serie TV (2005)

## Programmi televisivi

### Italia
- Il nuovo gioco delle coppie (Rete 4, 1992-1994)
- Il nuovo gioco delle coppie Estate (Rete 4, 1993)
- La grande magia di David Copperfield (Canale 5, 1994)
- TG Rosa (Odeon TV, 1994)
- Grandi magazzini (Italia 1, 1994)
- La vetrina degli affari (Canale 5, 1995-1996)
- Festival di Sanscemo (Rai 3, 1996)
- Il Quizzone (Canale 5, 1996)
- Pubblimania (Canale 5, 1996)
- Per Atlanta sempre dritto (Rai 1, 1996)
- Trenta ore per la vita (Reti Mediaset, 1996) Inviata
- Campioni di ballo (Rete 4, 1996-1997)
- Anima mia (Rai 2, 1997)
- La sai l'ultima? (Canale 5, 1997, 1999-2002)
- La sai l'ultima - Lei contro Lui (Canale 5, 1997)
- Oggi Sposi (Canale 5, 1997)
- Modamare a Positano (Canale 5, 1997-1998)
- Festivalbar (Italia 1, 1997) - 6ª e 7ª puntata
- Jammin Night (Italia 1, 1997-1998)
- Scopriamo le carte (Canale 5, 1998)
- Serenata Celeste (Canale 5, 2000)
- Beato tra le donne (Canale 5, 2000)
- Ricky Martin in concerto (Canale 5, 2000)
- Divieto d'entrata (Rete 4, 2001)
- Sfilata d'amore e moda (Rete 4, 2001)
- Palermo - La notte della moda (Rete 4, 2001)
- Magie svelate (Rete 4, 2001)
- Galà per un sorriso (Rete 4, 2001)
- QI - Quanto siamo Intelligenti? (Rai 1, 2001)
- Al Bano - Una voce nel sole (Rete 4, 2001)
- Paperissima - Errori in TV (Canale 5, 2002-2003)
- La sai l'ultimissima? (Canale 5, 2003)
- La sai l'ultima - Vip (Canale 5, 2004)
- Arrivano i nostri (Canale 5, 2004)

### Spagna
- La quinta marcha (Telecinco, 1991-1992)
- Vivan los novios (Telecinco, 1992-1993)
- Bellezas al agua (Telecinco, 1992)
- Feliz Cumpleaños TeleCinco (Telecinco)
- Queridísimos 92
- Un otoño lleno de Amigos
- Especial Noche Vieja
- Especial Elecciones Politicas
- Este Verano las vamos a armar (Telecinco, 1993)
- Especial Rumbas
- Miss España
- Queridísimos 93
- Gran Fiesta
- Este Verano nos vamos a mojar
- Esta noche te quiero
- Festival de la cancion Española
- Supertrampolin
- Armas de seducciones (TeleMadrid, 2001)
- Premio Scambalache
- ¡Mira quièn baila! (2007)

## Doppiaggio
- Sophie in Il barbiere del re (2002)
- Alanta in Gaya (2004)

## Discografia

### Album
- 1999 – Natalia Estrada

### EP
- 1997 – Quiero cantar

### Singoli
- 1997 – Banana y frambuesa
- 1998 – Eres tierra de sol
- 1998 – Chiquita bon bon

## Riconoscimenti
- Premio TV - Premio regia televisiva
  - 1997 – Miglior personaggio femminile